# 南丁格爾的沉默
南丁格爾的沉默是2006年寶島社出版的海堂尊的長篇小說。

## 概要
成名作品白色榮光（田口・白鳥系列）的第2作。作品的舞台是田口和白鳥在東城大學附屬醫院小兒科和外部發生的殺人案有關的內容。從本收成櫻宮サーガ構成を的事項以及人物做越過對其他的海堂作品登場。
依然本收成在寫作之中超過1000枚的事,並且好像從編輯劃分為二,並且因為被指示了所以的被本收成和第3作「田口・白鳥系列」的『染色將軍的凱旋』分離出來的背景。為此,染血將軍的凱旋的事件和同時描寫。創作時聽著BGM分別為中島美嘉《GLAMOROUS SKY》、蹺蹺板《你不能看》、西城秀樹《火炎》。

## 故事
巴提斯塔醜聞9個月後濱田小夜和護理師的如月翔子被被浮在上的東城大學附屬的醫院的忘年會以後叫城崎的男人叫「白銀的迦陵頻伽」的出名歌手水落冴子的實況引來。但是清澈孩子在實況裏大量吐血的局勢發生,並且清澈孩子在VIP病房/"門二田口由於翔子的判斷擔當當值的神經內科病房的俗稱「Heaven」決定住院。一方面牧村瑞人和佐佐木敦在小兒科是]網膜芽種患を,並且正住院。由於擔心了精神上的方面的護理師那個二人的長的貓田的提案請求田口的不適門診精神上的關懷的事決定。掩蓋,小兒科病人限定不適門診被貓田和藤原的指揮開設了。但是被用相同時分,瑞人的父親淒慘的型殘殺的案件發生。

## 上場人物
田口公平
醫院神經內科學教室講師/riskマネンジメント委員會東城大學醫學部附屬的委員長。不適(牢騷)外來負責人。40歲目前單身。綽號牢騷、燈籠。
白鳥圭輔
中立性的技術官員/醫療錯誤死關聯機關安裝推進準備室從屬厚生勞動省大臣官房秘書課第三人主管。綽號食火雞、邏輯怪獸。
高階權太
東城大學醫院屬長，小的中年花白頭髮，剛胳膊。白鳥稱他貍貓、信天翁。正因為非常討厭自己姓名，有時常常肅清了在過去接觸自己姓名。
藤原真琴
不適門診專任護理師，原護理師長。不適門診開設時，在供再次擔任使用的的制度就任。年齡顯得年輕比正超出60歲。綽號小真琴。
兵藤勉
神經內科學診療部門長兼助手。信息通。綽號揚聲器。田口的後面。
用相同醫院桔子新棟小兒科病房

### 桔子病院
濱田小夜
小兒科病房護理師。中學前失去雙親，成為櫻宮醫院的養女。性格認真。擅長報告的解決方面，成績優秀，但是實際的能力缺乏。有什麼被在商店演奏鋼琴的正工作的父親教導了，歌唱能力傑出，並且留下了在個人由於醫院忘年會高高獲得櫻宮大獎。另一方面，她的歌聽了讓後頭葉活化，也傳圖聯覺發生。姓名的由來"小夜曲"(小夜曲)。
貓田麻里
小兒科病房護理師長。年齡超過50歲。是藤原的得意門生，有到手術室的工作經驗。讓到在異不宣揚速水的要求，據說容納的奧寺要求唯一的速水小兒科病房分配了的小兒科病房護理師，並且被和前軍隊白鬍皇帝大人前軍叫的程度成長了。話很少,並且不自己移動手，但是部下是在自然和貓田的指示路活動的指導方針的主人。因為觀察細微所以擁有千里眼的綽號，並且也被正以午睡取樂經常地叫睡貓。另外,任意驅使部下以及他人的事有工作和被完打開了的節，藤原被說成"有始以來的懶骨頭"。口頭禪這個程序不好。
奧寺隆三郎
兒科醫學教室教授。對貓田具有小兒科了解就是他。性格大方，並且擁有不一切反對掌管新桔子病房速水的建議的工具的大小。來自護理師的人緣是高老面首,因為醫務室職員是大多是女性所以他的診療部門比喻為"閨房診療部門"。讓小孩玩弄自己鬍鬚，並且被在同時完成注射的鬼斧神工叫「白鬍老爺」。
副島真弓
兒科醫學教室副教授。由島津、平島3個人構成視網膜母細胞瘤的一員。掌管閨房診療部門。30年代半。「將來在社會輕視醫療和小孩」沒有的主張的主人。
內山聖美
小兒科病房主任醫師。是醫生第5年的中堅骨幹，但是重複微小的失敗，得到不謹慎的發言的事。重視自己打算和假日，對工作熱忱，批評副島以及護理師們。
權堂昌子
是小兒科病房護理主任，倫理問題審查委員。病房的主流派。牢騷多，不能通融。常常被貓田指出失敗的事。

#### 住院病人
牧村瑞人
小夜負責護理的視網膜母細胞瘤病人。14歲。惡行是由於被打了的言行表現不好型的少年，但是是作為精神和和年齡不相稱被看清了的狡獪的頭的キレ的主人。從父親歧視正接受。能夠速讀疑案小說的是他的愛好。因為想說「殺父親」猜測疑案的理由，所以。擁有手癖性偷對方的東西的搗蛋，並且沒被有愉快感覺從病房主流派的護理師那件事情。
佐佐木敦
網膜芽腫的病人。5歲。的事經常地"作為～,增加"《青蛙外星人》的事と是受到了被考慮的動畫片的影響的軍人語調,並且說話是特徵。姓名的由來曾作為敦的母親的昔日愛好者的人。喜歡特撮英雄「Hyper Man･巴克斯」，並且特別是大雪鐵龍外星人的迷。正親近小夜以及瑞人。
杉山由紀白血病的病人。16歲。三回也正移植骨髓,但是沒正巧妙說。因為正自我感到自己狀態所以正尊重考慮自己生活時間。另外,判斷聽的田口經常地聽對方的想法的事是沒有,並且態度也正像大人到想要作為一個女性接待的程度。正懷念正被去為和游泳部的朋友從中學前後開始玩而的海。平常愛讀小說《追憶逝水年華》。
。被選當兒童牢騷門診的成員貓田,並且讓瑞人和心去。綽號"白雪公主。"
田中秀正腹股溝疝的病人。10歲。儘管被推薦手術但是對雙親們拒絕,並且正重複入退院。對成年人,也不膽小的頑皮的自大的小和尚。正在"超級人員巴克斯"朋友的會
議會長,超級人員巴克斯派欺負citron外星人派的敦。

### Door to Heaven
- 是前醫院院長佐伯清剛設置的VIP隱藏房間。

水落冴子
迦陵頻伽的被稱為傳說中的歌手。在實況裏吐血,並且在「Door to Heaven」被小夜,被正好在了的翔子住院。20年前的初次登臺當時不受歡迎,但是讓用特番受到注目,復興操作成功了的不死鳥的歌姬。至於她的實況,為被無預告而在小會場進行,什麼把握變得複雜使那個資訊在舊迷也,並且聽了實況的觀眾正留下不想說內容的謎。患嚴重的酒精性肝硬變,並且殘年短。在當不拿出酒的時候搗亂的典型酒精中毒者,而且有狂暴さ咬下SB內胎。在住院,裏田口自己帶||"特別的安瓿"愛好。她的歌也不僅小夜同樣的效果而且有抽出聽了的者的易動感情的力。
城崎
是水落冴子的經理,還是編曲家,冴子的前男友。以前是"蝶影"這個的帶的貝斯手。出生在醫生世家,但因斷絕醫生選了音樂的生涯。擁有"人體產生歌聲的樂器"的一貫主張,根據用繼承老家的醫院的名義培養知識,決定磨練作為某一個人材的歌手的潛在能力。冴子的人生引來小夜的聲音吸引。

### 員警
加納達也
電子員警廳刑警局刑警計畫課網眼監視室主管。級別警視正。正前往櫻花神社員警。和白鳥,是由於概率研究（麻將牌）的孽緣。少的數量能在下顎使用白鳥的人物。綽號電子獵犬。
玉村誠實
1課的櫻花神社員警搜查所屬。級別警部補。被在加納使用。
板東： 櫻花神社員警的刑警。級別警部。沒正對加納的事情有愉快感覺的人物的一個人。綽號蟹殼
谷口部長
在管轄有櫻花神社員警的員警部長。別名叫「白髮紳士」。
棚橋
櫻宮員警鑒定。

### 其他
牧村鐵夫
瑞人的父親。以前成績優秀是好推銷員，但是公司的倒產以後轉來轉去做職業的不能持續，失業，酒裏現在浸在，並且正送每日。想為聽瑞人的病狀前往醫院於是不做,並且想同意瑞人的手術於是不做。被發現在自己的公寓屍體。
島津吾郎
放射線副教授。レティノ集團的一員。MRI研究專業的第一把交椅。在Ai（apoptosis index）好意。和田口是學生朋友。綽號「癌癌隧道像魔鬼人」。
神田
放射線科主任工程師。
白石早苗
神經內科病房護理師長。
丹羽千代
神經內科病房護理主任。1950年代半中的病房的第1老手。
平島雄一郎
眼科副教授。レティノ集團的一員。沒正抱住對變成了鳴海由於巴斯蒂塔醜聞離開醫院了的主要原因的白鳥好的易動感情。
笹井
醫學部法醫學教室（土龍府第）教授。和島津副教授一起,正推動Ai。

## 書籍信息
- 單行本：ISBN 9784796654753
- 文庫版（上）：ISBN 9784796663588
- 文庫版（下）：ISBN 9784796663601

## 註腳/出處
1. ↑  『染血將軍的傳說 海堂尊的全部』

## 相關項目
- 染血將軍的凱旋
- 視網膜母細胞瘤
- 南丁格爾

## 外部連結
- 官網主頁（页面存档备份，存于）